# Elitarni
Elitarni (port. Tropa de Elite) – brazylijski film sensacyjny z 2007 roku w reżyserii José Padilhi, opowiadający o BOPE (Batalhão de Operações Policiais Especiais), batalionie specjalnym sił policyjnych w Rio de Janeiro. Scenariusz napisali wspólnie: Bráulio Mantovani (nominowany do Oscara za Miasto Boga), socjolog i pisarz Luiz Eduardo Soares (autora książki Tropa de Elite, na podstawie której powstał film), a także dwaj byli kapitanowie BOPE André Batista oraz Rodrigo Pimentel.
Obraz zdobył Złotego Niedźwiedzia na 58. MFF w Berlinie w 2008 roku.

## Fabuła
Rok 1997, kapitan BOPE, Roberto Nascimento ma zlikwidować działalność przestępczą oraz handel narkotykami w dzielnicach nędzy Rio de Janeiro (fawelach) w związku z nadchodzącą wizytą papieża Jana Pawła II. W międzyczasie żona kapitana Nascimento spodziewa się dziecka, a on sam chce odejść ze służby, jednak najpierw musi znaleźć swego następcę.
Do grona kandydatów na oficerów BOPE należy dwójka przyjaciół Neto Gouveia oraz André Matias. Obydwaj muszą się zmierzyć z istniejącą w policji masową korupcją oraz biurokracją, a także przejść skomplikowane szkolenie. Neto szybko przyzwyczaja się do wykonywania rozkazów, podczas gdy Matias, walczący z własnymi ideałami, będzie musiał podjąć w nadchodzącym czasie trudne decyzje.

## Obsada
- Wagner Moura – kapitan Roberto Nascimento
- Caio Junqueira – Neto Gouveia
- André Ramiro – André Matias
- Maria Ribeiro – Rosane
- Fernanda Machado – Maria
- Fernanda de Freitas – Roberta Alunde
- Paulo Vilela – Edu
- Milhem Cortaz – kapitan Fábio
- Marcelo Valle – kapitan Oliveira
- Fábio Lago – Baiano